# Hôtel de Soubise

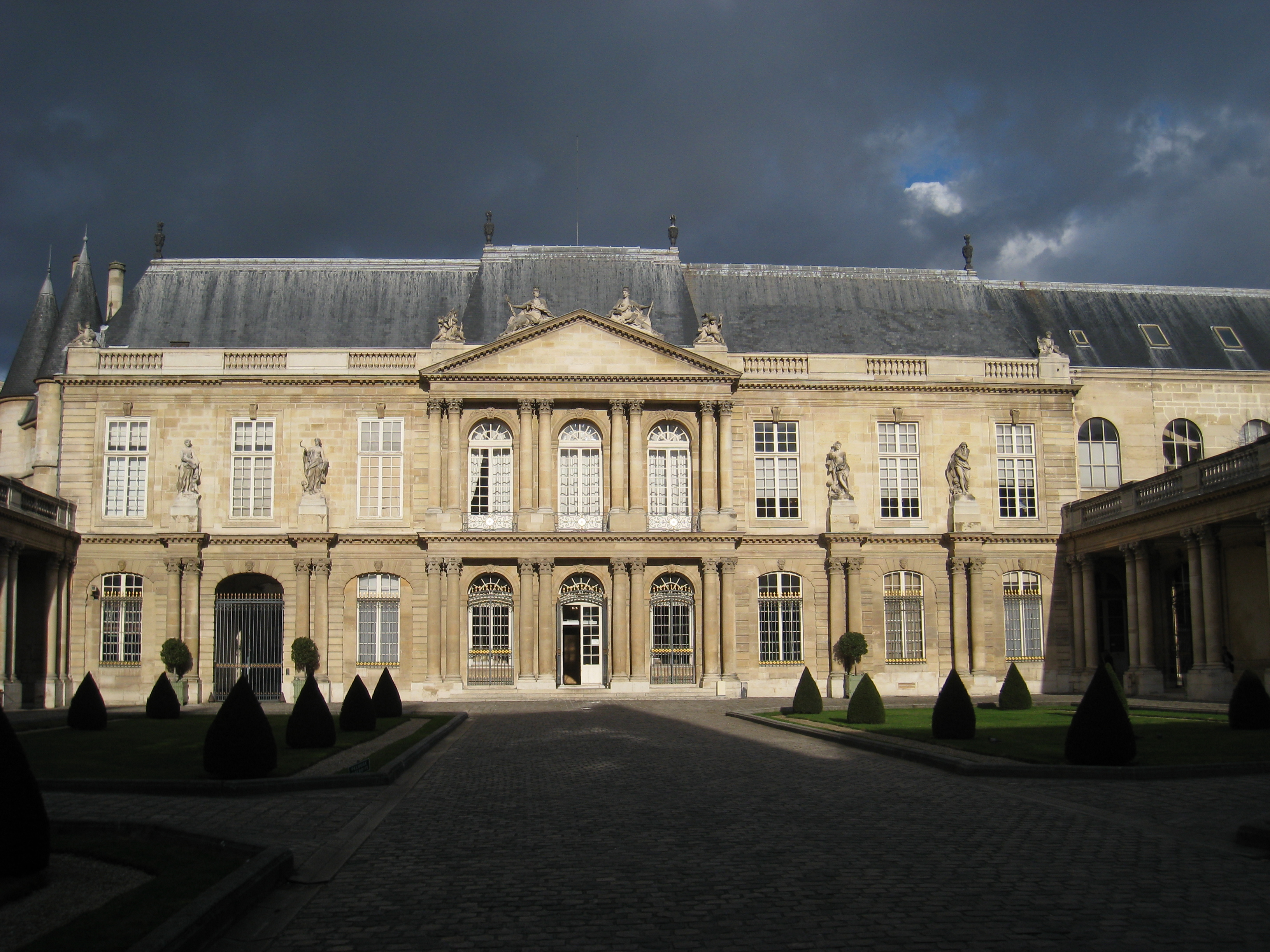
Palác na nádvoří

Hôtel de Soubise je městský palác v Paříži. Nachází se v historické čtvrti Marais na adrese Rue des Francs-Bourgeois č. 60 na rohu s Rue des Archives ve 3. obvodu. Sídlí zde muzeum Francouzského národního archivu.

## Historie
V roce 1371 Olivier de Clisson, konetábl Francie zahájil stavbu gotického paláce hôtel de Clisson na pozemku, který zakoupil mimo městské hradby. Z tohoto prvního paláce se dnes dochovala pouze vstupní brána na ulici Rue des Archives.
V roce 1553 byl palác v majetku rodiny Albret, od které ji koupil František de Guise. Ten nechal po přikoupení okolních pozemků palác rozšířit. Z této přestavby se dochovaly pouze obloukové dveře a klenba na severní straně kaple a zdi bývalého sálu, ve kterém zasedala Katolická liga během náboženských válek, a kde bylo pravděpodobně rozhodnuto o masakru za Bartolomějské noci roku 1572.

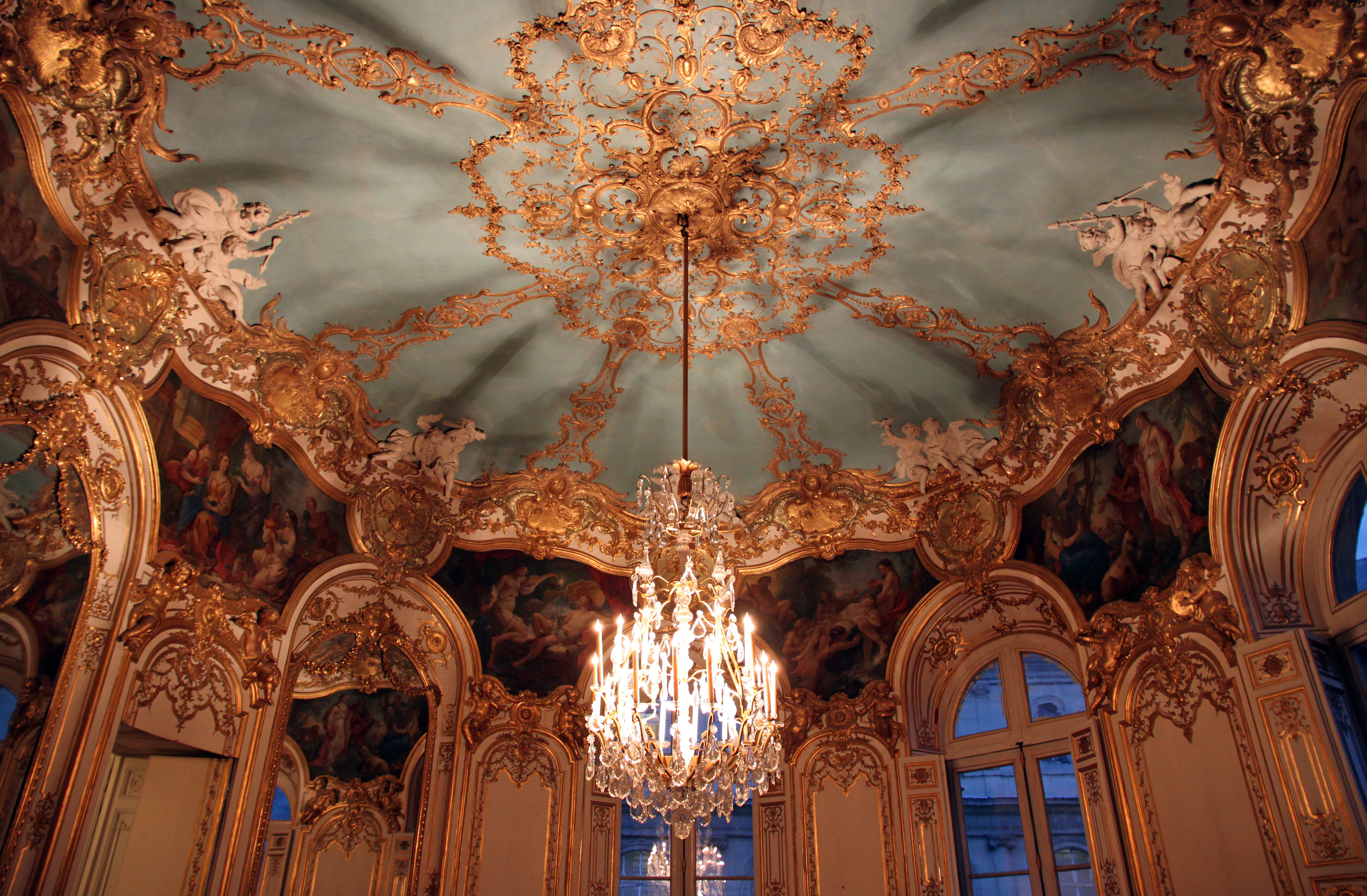
Princeznin salón

V 17. století palác vlastnila Marie de Guise, která zde pořádala slavnosti, na kterých uváděli svá díla např. Pierre Corneille a Marc-Antoine Charpentier. Marie de Guise zemřela bezdětná roku 1688. Palác jako nejbližší příbuzné zdědily Anne-Marie-Victoire de Bourbon-Condé a vévodkyně Hannoverská.
Roku 1700 od nich palác koupil François de Rohan-Soubise a jeho manželka Anna de Rohan-Chabot za 326 000 livrů. V roce 1705 pověřili mladého architekta Pierra Alexise Delamaira (1675–1745) přestavbou paláce. Stejný architekt postavil na přilehlém pozemku též palác pro jejich syna Armanda Gastona (hôtel de Rohan).
V roce 1712 palác zdědil Hercule Mériadec de Rohan-Soubise a žil zde až do své smrti roku 1749. Poté zde žil až do roku 1787 jeho vnuk Charles de Rohan-Soubise. Jeho dcera Armande-Victoire Joseph de Guéménée po vypuknutí Velké francouzské revoluce emigrovala a palác byl zabaven.
Oba paláce (Soubise a Rohan) byly prodány, ale roku 1808 je stát zakoupil zpět a Napoleon Bonaparte zřídil v paláci Soubise Císařský archiv a v paláci Rohan Císařskou tiskárnu. V letech 1846–1866 sídlila v paláci Soubise École des chartes.
Během 19. století Národní archiv vybudoval v paláci několik depozitářů pro uložení archiválií. V letech 1838–1848 architekti Édouard Dubois a Charles Lelong prodloužili palác pro uložení právnických fondů, především Pařížského parlamentu (dépôt Louis-Philippe). Přesto po dokončení kapacity opět nedostačovaly a proto v letech 1859–1880 architekti Hubert Janniard a po něm Edmond Guillaume prodloužili další křídlo (dépôt Napoléon III). V něm byl umístěn trezor s královskými listinami (salle du trésor des Chartes).
V roce 1867 bylo v několika sálech paláce zřízeno muzeum.

## Architektura
Architekt Pierre-Alexis Delamair změnil orientaci stavby, aby měl palác prestižní vstup. Vybudoval klasicistní fasádu proti bývalému jižnímu křídlu a čestné nádvoří s kolonádou vedoucí na dnešní ulici Rue des Francs-Bourgeois. Sochy představující roční období na fasádě v prvním patře vytvořil Robert Le Lorrain. Rovněž reorganizoval interiér paláce tím, že oddělil společenské pokoje od soukromých komnat.

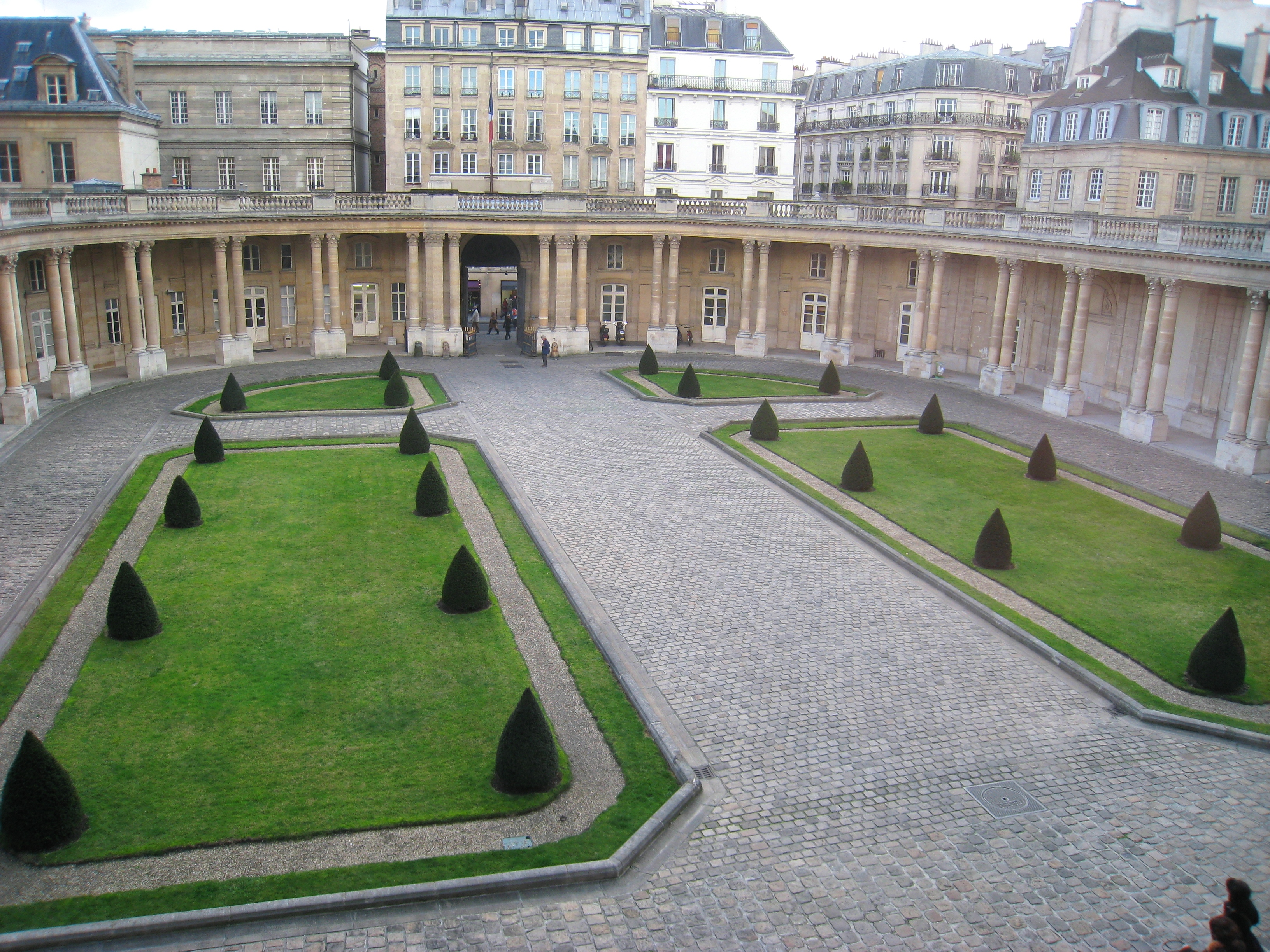
Nádvoří s kolonádou

V roce 1732 u příležitosti svatby Hercula Mériadeca de Rohan-Soubise a Marie-Sophie de Courcillon byly upraveny komnaty paláce. Povolán byl architekt Germain Boffrand, který doplnil řadu salónů oválným pavilonem umožňujícím průchod mezi soukromými místnostmi v severním křídle. Od roku 1736 Boffrand vybavil interiér v rokokovém stylu, při čemž mu pomáhali umělci malíři François Boucher, Charles Natoire nebo Carle van Loo. Zatímco v přízemí byly pokoje vévody, v prvním patře byly komnaty jeho manželky. Dodnes se z původního vybavení dochovala jen část.
Do místností vévody se vstupovalo přes vestibul, kde se dochovala část původní výzdoby. Druhou místností byl předpokoj, který sloužil jako čekárna. V letech 1902–1988 sloužil jako studovna archivu a dnes je zde výstavní sál. Dochovalo se původní dřevěné obložení.
Odtud se vstupovalo do hlavního princova pokoje (chambre d'apparat du prince), jehož obložení zdobí medailonky v basreliéfu připisované sochařům Lambertovi Sigisbertovi Adamovi a Jeanu Baptistu Lemoynovi. Římsu zdobí heraldické motivy. Dnes tento prostor slouží pro koncerty a setkání studentů. Dveře skryté obložením vedou do alkovny nazývané malý kabinet. Ten sloužil jako šatna nebo zde přespával sluha. V 19. století sloužil jako kancelář archivářů, profesorů na école des chartes a nyní správce muzea.
Následoval oválný princův salón zařízený po roce 1735 Boffrandem. Mezi oblouky v salónu se nachází osm velkých basreliéfů s alegoriemi věd a umění. Odtud se vstupovalo do zahrady a sloužil jako hudební salón. Salón byl spojen s velkým kabinetem, kde se z původního dekoru dochovala pouze římsa.
Do komnat vévodkyně se vstupovalo po velkém schodišti, které bylo odstraněno při přestavbě roku 1844. Jako první se vstupuje do čekárny (salle des gardes), kde v 16. století Guisové přijímali návštěvy, a scházeli se zde členové Katolické ligy. V letech 1808–1865 sloužil jako trezor listin. Od roku 1970 slouží jako výstavní sál pro dočasné expozice Národního archivu.
Následně se vstupuje do shromažďovacího sálu (salle d'assemblée). Zde se dochovala římsa zdobená v rozích reliéfy představujícími čtyři světové strany.

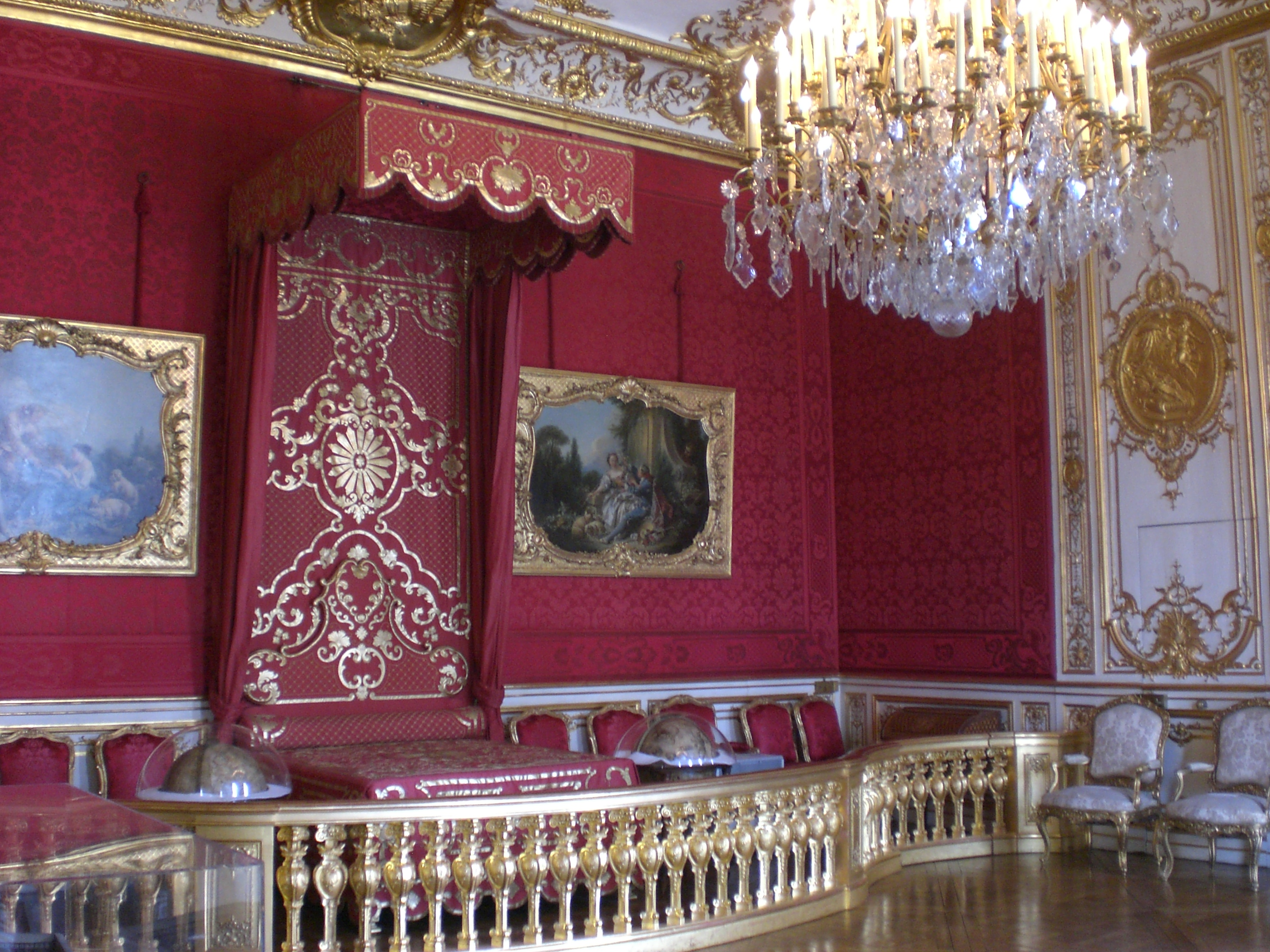
Hlavní princeznin pokoj

Poté následuje hlavní princeznin pokoj (chambre d'apparat de la princesse) dochovaný tak jak byl navržen pro druhou manželku Hercula Mériadeca, Marie-Sophie de Courcillon. Dřevěná výzdoba je připisována sochaři Jacquesu Verbecktovi. Zlacené medailony na obkladech představují Jupiterovy milenky a milence Kallistó, Semelé, Európa a Íó a v rozích římsy Danaé, Léda, Ganymédés a Hébé. Po stranách je štuková výzdoba Nicolase Sébastiena Adama (1705–1778).
Následuje nejhonosnější místnost paláce, princeznin salón (salon de la princesse), který vyzdobili Germain Boffrand a Charles Natoire (1700–1777). Oválná místnost s bílým a zlatým obložením odpovídá stejnému prostoru v přízemí. Mezi jejími osmi otvory (čtyři okna, tři zrcadla a dveře) se nachází osm Natoirových obrazů. Všechny jsou zasvěceny mytologickému příběhu Psyché.
Malá princeznina ložnice (petite chambre à coucher de la princesse) se nachází v přístavbě, kterou připojil architekt Boffrand. Se salónem je spojena dveřmi ukrytými v dřevěném obložení. Výzdoba pochází z pokojů, které byly později odstraněny.
Bývalý baldachýnový sál (salle du Dais) si uchoval římsu s iniciálami RH (Rohan-Soubise). Dnes slouží k dočasným výstavám archivních dokumentů.
Sál nazývaný císařský (Empire) byl vytvořen až v 19. století na místě několika soukromých pokojů vévodkyně. V roce 1882 byl vybaven dubovými skříněmi a slouží k výstavním účelům. Od roku 1939 je zde stálá výstava dokumentů Prvního císařství.